# Лучшая сторона Паолины
«Лучшая сторона Паолины» (итал. Buona parte di Paolina) — итальянский фильм 1973 года режиссёра Нелло Россати.
Название фильма на итальянском языке звучит двусмысленно: «Buona parte» / «Buonaparte» — может быть прочитано и как «Бонопарт Паолина».

историческая сексуальная комедия Нелло Россати в исполнении великолепной и «метеоритной» Антонии Сантилли.
Оригинальный текст (итал.)Buona parte di Paolina, (ovvero Paolina Buonaparte, sorella di Napoleone), commedia sexy storica di Nello Rossati interpretata dalla stupenda e "meteoritica" Antonia Santilli.
— Vizietti all’italiana: l’epoca d’oro della commedia sexy / Marco Bertolino, Ettore Ridola. — I. Molino, 1999. — 275 p. — page 148

## Сюжет
Паолина, сестра Наполеона I, выдаётся замуж за Камилло Боргезе и переезжает из Парижа к нему в Рим. Но дряблый и бессильный муж не может удовлетворить Паолину, чьи любовные похождения ни для кого не секрет, и нетерпеливая девушка предлагает себя всем молодым людям которые попадают в поле её зрения — это дает ей славу развратной и вынуждает папу римского к решительным мерам по отношению к ней, чтобы избежать дальнейших скандалов. Но, это лишь усугубляет положение — в отсутствии приходящих ухажеров непокорная Паолина идёт туда, где их с избытком, — становится проституткой. Она также допускает публичный скандал — позируя топлесс скульптору Антонио Канове, что окончательно выводит из себя официальный Рим и клерикальную среду, они успокоятся только тогда, когда вернут её обратно в Париж.

## В ролях
- Антония Сантилли — Полина Бонапарт
- Марина Берти — мадам де Шамбодуэн
- Клаудио Гора — Маркантонио Боргезе
- Этторе Манни — разбойник Гаспероне
- Элио Пандольфи — Антонио Канова
- Умберто Рахо — кардинал Фэш
- Кекко Дюранте — родственник Маркантонио
- Фиоренцо Фиорентини — садовник
- Россана Ди Лоренцо — дама при дворе
- и другие